# 은사

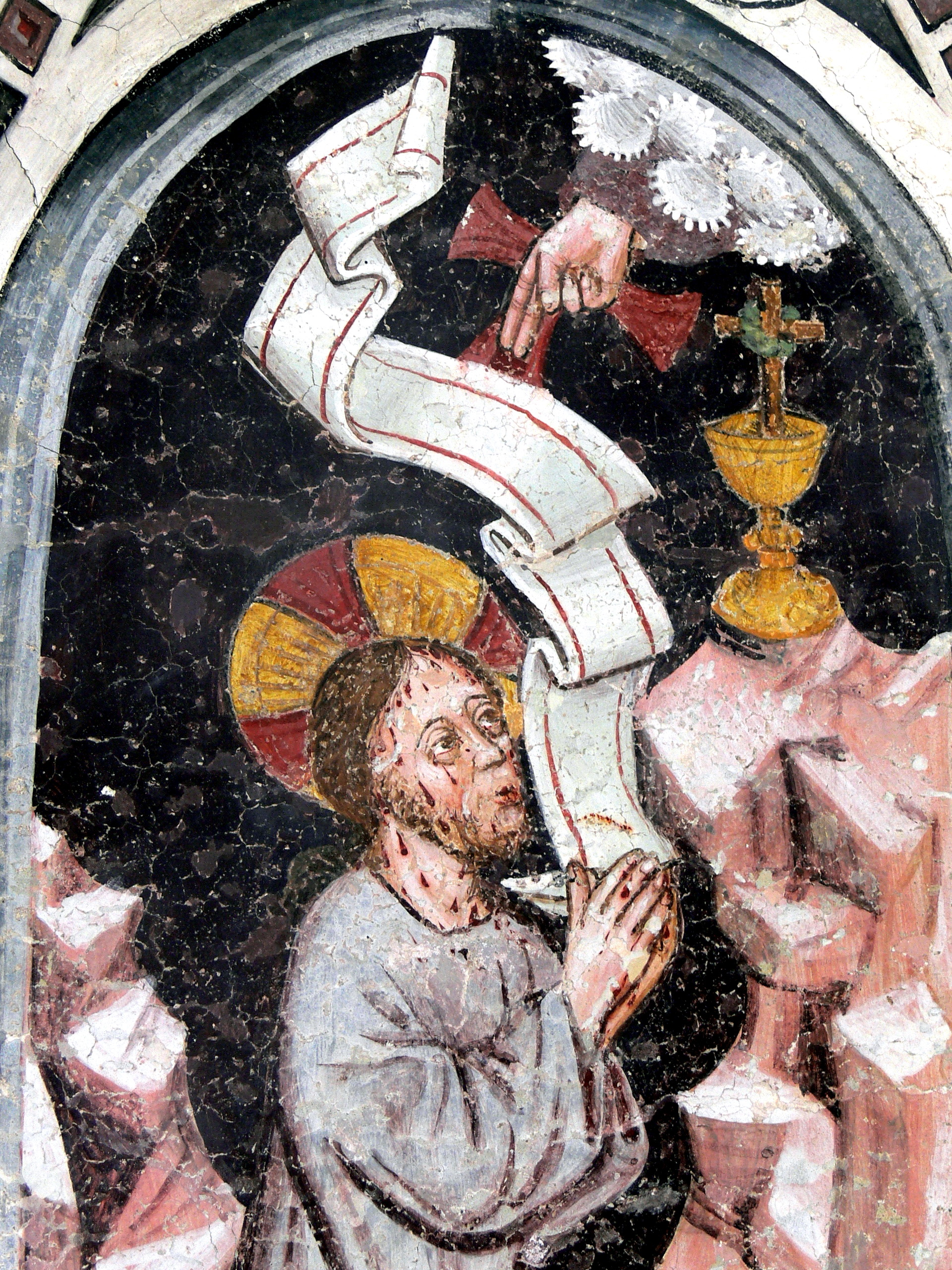
은사라는 용어는 하나님의 자비로운 사랑에서 비롯되는 모든 좋은 은사를 의미한다.

은사(恩賜, spiritual gifts)는 기독교에서 성령이 주는 특별한 능력이다. 신자들은 이것을 개별 기독교인이 교회의 사명을 완수하는 데 필요한 초자연적인 은혜라고 믿는다. 가장 좁은 의미에서 이는 타인의 유익을 위해 개별 기독교인에게 주어지는 비범한 은혜에 대한 신학 용어이며, 성령의 일곱 은사나 성령의 열매와 같이 개인의 성화를 위해 주어지는 은혜와는 구별된다.
이러한 능력들은 종종 "카리스마적 은사"라고 불리며, 지식의 말씀, 증가된 믿음, 치유의 은사, 기적의 은사, 예언, 영 분별, 그리고 방언이다. 여기에 사도, 예언자, 교사, 도움(가난하고 병든 자를 섬기는 것과 관련), 그리고 교회 내 특정 직분과 관련된 지도력(또는 행정 능력)의 은사가 추가된다. 이 은사들은 성령에 의해 개인에게 주어지지만, 그 목적은 교회 전체를 세우는 것이다. 이 은사들은 신약성경에 주로 고린토전서 12장 13장, 14장, 로마서 12장, 그리고 에페소서 4장에 묘사되어 있다. 베드로전서 4장 또한 영적인 은사들을 다룬다.
이 은사들은 성령의 권능으로 부여된, 겉으로는 "자연적인" 능력과 겉으로는 더 "기적적인" 능력 모두와 관련되어 있다. 그 본질에 대한 두 가지 주요 대립적인 신학적 입장은 오래 전에 중단되었다는 것과 계속된다는 것인데, 이것이 바로 은사중지론 대 은사지속론의 논쟁이다.

## 성경적 및 신학적 개요
신약성경에는 영적인 은사들의 여러 목록이 포함되어 있으며, 대부분 바울로 서신에 있다. 각 목록은 독특하지만, 서로 중복되는 부분이 있다.
| 로마서 12:6–8                                               | 고린토전서 12:8–10                                                                                   | 고린토전서 12:28–30                                                      | 에페소서 411                                     | 베드로전서 4:11             |
| ----------------------------------------------------------- | --- | ------------------------------------------------------------------------ | ------------------------------------------------ | --------------------------- |
| 1. 예언 2. 섬김 3. 가르침 4. 권면 5. 나눔 6. 지도력 7. 자비 | 1. 지혜의 말씀 2. 지식의 말씀 3. 믿음 4. 치유의 은사 5. 기적 6. 예언 7. 영 분별 8. 방언 9. 방언 통역 | 1. 사도 2. 예언자 3. 교사 4. 기적 5. 다양한 치유 6. 도움 7. 행정 8. 방언 | 1. 사도 2. 예언자 3. 복음 전도자 4. 목사 5. 교사 | 1. 말하는 자 2. 봉사하는 자 |

기독교인들은 은사들이 요엘서(2:28)에 예언되었고 그리스도(마르코의 복음서 16:17–18)에 의해 약속되었다고 믿는다. 이 약속은 오순절과 교회가 확장되면서 다른 곳에서도 성취되었다. 코린토스에서 영적인 은사에 대한 남용을 바로잡기 위해 바울은 그의 고린토전서(12장-14장)에서 영적인 은사에 많은 주의를 기울였다.
고린도전서 12장에는 "영적인 은사"로 번역된 두 가지 그리스어 용어가 있다. 1절에서는 프뉴마티카("영적인 것들" 또는 "성령의 것들")라는 단어가 사용된다. 4절에서는 카리스마가 사용된다. 이 단어는 "은혜"를 의미하는 카리스에서 파생되었다. 5절과 6절에서는 영적인 은사의 본질을 설명하는 데 디아코니아("행정", "사역" 또는 "봉사"로 번역됨)와 에네르게마타("활동" 또는 "내적인 작용")라는 단어가 사용된다. 7절에서는 "성령의 나타남(파네로시스)"이라는 용어가 사용된다.
이러한 성경 구절들로부터 기독교인들은 영적인 은사들을 개인에게 신성하게 부여된 능력 또는 역량으로 이해한다. 은사들은 하나님께서 자유롭게 주시는 것이므로, 노력하여 얻거나 받을 자격이 될 수 없다. 비록 개인을 통해 역사하지만, 이것들은 성령의 사역 또는 나타남이지, 은사를 받은 사람의 것이 아니다. 그것들은 다른 사람들의 유익을 위해 사용되어야 하며, 어떤 의미에서는 개인에게 주어지는 것보다 교회 전체에 부여된다. 그것들의 분포에는 다양성이 있다. 개인은 모든 은사를 소유하지 않을 것이다. 영적인 은사의 목적은 교회를 덕스럽게 하고(세우고), 권면하고(격려하고), 위로하는 것이다.
바울이 성령의 모든 은사를 나열하지는 않았다는 것이 일반적으로 인정되며, 많은 사람들은 그리스도의 몸에 필요한 만큼 많은 은사들이 있다고 믿는다. 은사들은 때때로 다른 은사들과의 유사점과 차이점을 바탕으로 명확한 범주로 분류되기도 했다. 어떤 이들은 구약성경의 직분을 사용하여 세 가지 범주로 나눈다. "예언적" 은사는 다른 사람들을 가르치거나, 격려하거나, 책망하는 것을 포함하는 모든 은사를 포함한다. "제사장적" 은사는 도움이 필요한 자들에게 자비를 베풀고 돌보거나 하나님 앞에서 중보하는 것을 포함한다. "왕적" 은사는 교회 행정이나 통치와 관련된 은사이다. 다른 이들은 그것들을 "지식의 은사"(지혜의 말씀, 지식의 말씀, 영 분별), "언어의 은사"(방언, 통역, 예언), "능력의 은사"(믿음, 치유, 기적)로 분류한다. 이 은사들은 또한 교회의 내적 성장을 촉진하는 은사(사도, 예언, 영 분별, 가르침, 지혜/지식의 말씀, 도움, 행정)와 교회의 외적 발전을 촉진하는 은사(믿음, 기적, 치유, 방언, 방언 통역)로 분류되기도 했다.
은사중지론 지지자들은 "비범한", "기적적인" 또는 "표적" 은사(예언, 방언, 치유 등)와 다른 은사들을 구별한다. 은사중지론은 일부 개신교, 특히 칼뱅주의 전통에서 주장하며, 기적적인 은사들과 그 작용이 초기 기독교에 국한되었고 그 이후로 "중단"되었다고 믿는다. 루터교, 감리교, 오순절주의자와 은사주의자를 포함한 다른 개신교인들은 모든 영적 은사들이 성령에 의해 기독교인들 사이에 배분되며 현대 기독교권에서 규범적이라고 믿는 지속론적 입장을 고수한다. 또한, 로마 가톨릭교회
와 동방 정교회 또한 모든 영적 은사들을 믿고 계속 사용한다.

## 설명
사도: 사도라는 칭호는 "전령, 명령을 받고 파견된 자"를 의미하는 그리스어 아포스톨로스에서 유래한다. 이는 타국에서 다른 사람에 의해 권한을 위임받은 자를 지칭한다. 사도들은 교회의 첫 지도자들이었다. 그들은 예수님께 복음 전파를 시작하고 지시하도록 위임받았다. 많은 기독교인들이 사도라는 칭호가 초기 기독교 세대에게만 해당된다는 데 동의하지만, 많은 기독교 교파들은 계속해서 어떤 식으로든 사도적 사역을 인정한다. 로마 가톨릭교회, 동방 정교회, 성공회와 같은 많은 교회들은 사도전승 교리를 믿는데, 이는 정식으로 서품된 주교들이 사도들의 후계자라고 주장한다. 오직 주교들만이 진리의 은사를 가지고 있으며 (라틴어: charisma veritatis certum), 이는 신앙이나 도덕에 관한 진리 또는 성경에 관한 진리를 의심할 여지 없이 확립할 수 있는 능력이다. 고전 오순절주의자와 같은 다른 기독교 그룹들은 선교사의 역할을 사도적 사역을 수행하는 것으로 간주한다. 그러나 일부 기독교인들은 사도의 직분을 공식적으로 인정하는 것을 포함하여 오중 사역을 회복해야 한다고 주장한다. 다른 이들은 그 직분이 더 이상 존재하지 않는다고 말한다.
예언자: 신약성경에서 예언자의 직분은 권면, 교화, 위로를 통해 성도들을 봉사의 일을 위해 준비시키는 것이다(고린도전서 12:28; 고린도전서 14:3 에베소서 4:11). 예언자의 상응하는 은사는 예언이다. 예언은 "하나님이 당신의 마음에 자발적으로 떠오르게 하시는 것을 보고하는 것"이다. 많은 이들, 특히 오순절주의자와 은사주의자들은 "예언자의 직분"과 "예언의 은사"를 구별하며, 기독교인이 예언자의 직분을 가지고 있지 않더라도 예언의 은사를 소유할 수 있다고 믿는다.
예언은 인간의 이해를 위해 말해졌다. "예언하는 자는 사람들에게 말하느니라"(고전 14:1-25). 예언자는 "교회를 세운다"(14:4).
복음 전도자: 복음 전도자는 복음 전파에 헌신하는 자이다. 신약성경에서 복음 전도자들은 도시에서 도시로, 교회에서 교회로 설교했다.
목사: 이 용어는 "목자"를 의미하는 그리스어에서 유래한다. 이론적으로 목사들은 다른 기독교인들을 이끌고, 인도하며, 본보기가 되도록 은사를 받았다. 에베소서 4:11의 문법 구조는 많은 이들이 교사와 목사를 하나의 용어(목사-교사)로 간주해야 한다고 결론짓게 한다. 그렇다고 해도 두 용어는 상호 교환될 수 없다. 모든 목사는 교사이지만, 모든 교사가 목사는 아니다. 목회 은사에는 성실성과 연민이 포함된다.
교사: 기독교 신앙을 설교하고 가르치는 데 평생을 바치는 사람. 하나님께서 교회를 위해 가르침을 제공하실 때, 실제로는 두 가지 은사가 주어진다. 즉, 교회에는 교사가 주어지고, 교사와 함께 가르칠 수 있는 신성한 능력이 주어진다.
봉사: "사역"으로 번역된 단어는 디아코니아이며, "봉사"로도 번역될 수 있다. 교회에 다양한 종류의 사역과 봉사가 존재하므로, 이는 단일 은사라기보다는 광범위한 은사들을 묘사한다.
권면: 기독교인들을 "인내심 있는 인내, 형제 사랑, 선한 행위"로 동기를 부여하는 능력.
나눔: 이 은사를 가진 사람들은 비범한 너그러움으로 자신의 소유를 다른 사람들과 나눈다. 모든 기독교인이 나누는 사람이 되어야 하지만, 이 은사를 소유한 사람들은 일반적인 나눔을 넘어설 것이다.
지도력: 이 은사는 교회에서 발견되는 다양한 리더십 역할에 대해 말한다. 많은 사람들은 행정, 자금 관리, 전략 계획 등과 같은 역할을 초자연적인 영역 밖에 있는 기능으로 생각하지만, 실제로는 이러한 위치에 있는 개인들도 복음 사역자들 못지않게 초자연적인 능력을 필요로 한다. 일부 저술가들은 행정과 지도력의 은사를 동일한 은사로 간주하지만, 다른 저술가들은 밀접하게 관련되어 있지만 다르다고 간주한다.
자비: 아마도 도움의 은사와 동일할 수 있는 자비로운 자는 가난하고 병든 자에게 방문, 기도, 연민의 사역을 소유한다.
지혜의 말씀: 개인에게 초자연적으로 부여되는 지혜의 발언 또는 메시지. 바울에게 지혜는 "위대한 기독교 신비, 즉 그리스도의 성육신, 고난, 부활, 그리고 신자 안에 거하시는 하나님의 영에 대한 지식(고린도전서 2장; 에베소서 1:17)"을 의미한다.
지식의 말씀: 언급된 지식은 종종 기독교 교리 또는 성경적 진리를 이해하는 것과 관련된다고 말해진다. 때로는 교사들의 사역과 연결된다고도 한다.
믿음: 이것은 "산을 옮기고, 마귀를 쫓아내고(마태오 17:19-20), 가장 잔혹한 순교에도 움츠러들지 않는" 강하거나 특별한 믿음을 의미한다. 이는 "구원하는" 믿음과 "일반적인" 기독교 믿음과는 구별된다.
치유의 은사: 다른 사람들에게 초자연적으로 치유를 베푸는 능력. 복수형은 치유되는 다양한 질병과 도유성사, 안수례, 예수의 이름으로 말하거나 십자성호로 치유하는 등 은사가 취하는 여러 형태를 나타낸다.
기적 행함: 성령의 능력으로 평범한 인간의 능력을 초월하는 행위를 수행하는 것.
환상. 이 은사의 부어주심은 요엘 2:28에 예언되어 있으며, 사도행전 2:17은 초기 기독교인들이 이 예언이 오순절 날에 성취되었다고 믿었음을 보여준다. 환상은 다른 은사들보다 더 개인적인 경험인 경향이 있다. 일부 연구자들은 환상의 정의를 강하게 느껴지는 임재를 포함하도록 확장한다.
영 분별: 영적 현상의 근원(선한 영인지 악한 영인지)을 분별하거나, 구별하거나, 식별하는 능력. 예언적 발언이 진정으로 하나님께 영감을 받은 것인지 알아야 할 필요가 있었기 때문에 특히 예언과 관련이 있었던 것으로 보인다.
방언: 배우지 않은 언어를 초자연적으로 말하는 능력. 바울은 이 은사의 공적 사용(항상 통역되어야 함)과 개인적인 사용(자신을 영적으로 강화하기 위한 것)을 구별했던 것으로 보인다. 현재 기독교인들 사이에서는 방언이 항상 제노글로시(배우지 않은 인간의 언어를 말하는 것)였는지/인지, 아니면 글로솔랄리아(배우지 않은, 천상의 또는 천사적 기원의 비인간적 언어를 말하는 것)를 포함했는지/하는지에 대한 논쟁이 있다.
통변: 방언을 통역하는 것이다. 이 은사는 항상 방언 은사의 공적 행사 다음에 따라야 한다. 고린도전서 14장에서 사도 바울은 기독교 예배에서 모든 발언이 이해할 수 있어야 한다고 요구했다. 이는 알 수 없는 방언으로 주어진 발언이 모인 기독교인들의 일반적인 언어로 통역되어야 함을 의미했다.
도움: 이 은사는 병자와 가난한 사람들을 섬기는 것과 관련이 있다. 이 은사를 소유한 사람들은 "영적인 부담과 도움이 필요한 자들과 고통받는 자들에 대한 하나님이 주신 사랑"을 가지고 있다.
행정: 또한 통치의 은사라고도 불리며, "통치"로 번역된 그리스어는 쿠베르네시스(kubernesis)인데, 이 단어의 동사형은 "조종하다" 또는 "키잡이가 되다"를 의미한다. 이 은사는 폭풍우와 어려운 바다를 헤치고 교회를 인도하거나 지도하는 하나님이 주신 능력을 의미한다.

## 기타 영적 은사
성경에서 영적 은사로 명시적으로 정의되지는 않았지만, 다른 능력과 역량도 일부 기독교인들에 의해 영적 은사로 간주되어 왔다. 신약성경에 나오는 몇 가지 예는 다음과 같다.
- 금욕 (1 Corinthians 7:7)[42]
- 교제[43]
- 환대 (1 Peter 4:9–10)[44]
- 중보 (Romans 8:26–27)[44]
- 혼인 (1 Corinthians 7:7)[45]
- (효과적인) 증언 (사도행전 1:8, 5:32, 26:22, 1 John 5:6)[44]

구약성경에 나오는 다른 예들은 다음과 같다.
- 장인정신 (예: 출애굽기 35:30-33에 성막을 건축한 장인들에게 주어진 특별한 능력)[44]
- 꿈 해몽 (예: 요셉과 다니엘) 창세기 43-50, 다니엘 2장
- 영적 음악, 시, 산문 작곡[44]

## 사회적 의미
이 단어는 사회심리학 내의 세속적인 상황에서도 사용된다. 그러한 맥락에서 은사는 다른 사람들에게 개인적으로 또는 집단으로 미치는 개인적인 영향력으로 정의된다.
수도회(성공회, 가톨릭, 루터교, 감리교 포함)는 "카리스마"라는 단어를 자신들의 영적 방향과 서원과 소속 수도회의 방향으로 인해 나타날 수 있는 사명이나 가치의 특별한 특성을 묘사하는 데 사용한다. 예를 들어 가르치는 수도회의 활동과 선교회 또는 가난하고 병든 사람들과 도움이 필요한 사람들을 돌보는 데 헌신하는 수도회의 활동을 비교할 수 있다.

## 같이 보기
- 카라마 (이슬람교에서 동일한 개념을 나타내는 용어)
- 카리스마
- 은사주의 기독교
- 자선

## 더 읽어보기
- 그루뎀, 웨인 A. (편집). 오늘날에도 기적적인 은사가 있는가? 존더반, 1996. ISBN 978-0-310-20155-7. 네 명의 저자가 영적인 은사에 대한 네 가지 관점(은사중지론, "개방적이지만 신중한", 제3의 물결, 오순절/은사주의)을 제시한다.
- 블록, 워렌 D. 성령이 말씀하실 때: 방언, 통역, 예언을 이해하기. 가스펠 퍼블리싱 하우스, 2009. ISBN 0-88243-284-2.
- Carter, Howard (1968). 《Spiritual Gifts and Their Operation》 (PDF). Missouri: Gospel Publishing House. ISBN 0-88243-593-0.
- 디어, 잭. 성령의 능력에 놀라다. 그랜드 래피즈: 존더반, 1993. ISBN 978-0-310-21127-3.
- 디어, 잭. 하나님의 음성에 놀라다. 그랜드 래피즈: 존더반, 1996. ISBN 978-0-310-22558-4.
- 그레이그, 개리 외 스프링어, 케빈 (편집). 왕국과 능력: 예수님과 초기 교회가 사용했던 치유와 영적 은사가 오늘날 교회에도 필요한가? 벤투라, CA: 가스펠 라이트, 1993 (철저하고 실용적). ISBN 978-0-8307-1659-3.
- 허스트, 랜디 (편집). 거룩한 질서: 영적 은사의 공적 사용을 인도하기. 가스펠 퍼블리싱 하우스, 2009.
- 림, 데이비드. "영적 은사" in 조직신학, 오순절 관점 개정판, 스탠리 M. 호튼 편집. 스프링필드, MO: 로기온 프레스, 1994. ISBN 0-88243-855-7.
- 와그너, C. 피터. 당신의 영적 은사를 발견하세요: 다양한 하나님이 주신 영적 은사를 식별하고 이해하는 데 도움이 되는 쉽고 사용하기 쉬운 자율 설문지, 확장판. 리갈, 2010. ISBN 978-0-8307-3678-2.
- 윔버, 존 외 스프링어, 케빈. 능력 전도, 개정 및 확장판. 리갈, 2009 (원본 1986). ISBN 978-0-8307-4796-2.